# Index spatial
Pour les articles homonymes, voir Index et Indexation.
L'index spatial est une forme d'indexation utilisée par les bases de données pour optimiser les calculs impliquant des positionnements ou des distances.
L'indexation non spatiale ne permet pas de calculer des informations comme des distances entre deux points. Les méthodes d'indexation spatiale les plus connues incluent :
- Grille (indexation spatiale) ;
- Courbe de Lebesgue ;
- Quadtree ;
- Octree ;
- UB-tree (en) ;
- R-tree, la méthode la plus utilisée pour indexer des données ;
- KD-tree.